# 西北航空255號班機空難
西北航空255号班机（英語：Northwest Airlines Flight 255）由西北航空营运，从美国密西根州三城國際機場起飛，中停密西根州底特律都会韦恩县机场與亚利桑那州凤凰城天港国际机场，目的地为加州橘郡約翰·韋恩機場。1987年8月16日美国东部时间20时46分，一架执飞该航班的麦道MD-82飞机在底特律都会韦恩县机场起飞后不久坠毁于跑道前方，机上乘客和机组人员除一名4岁女孩重伤幸存外，其余全部遇难。事故还导致地面上2人死亡、5人受伤。

## 失事客機及機組人員
失事客機是一架生產於1981年的MD-82雙引擎客機，機身編號N312RC，飛機於共和航空（Republic Airlines）服役，並於1986年隨公司被西北航空合併後加入西北航空。 飛機由兩具普惠公司的JT8D-217引擎推動:6。事發時該飛機仍然披上共和航空原本的塗裝，機身上只用西北航空的公司名稱遮蓋原共和航空的名字，機尾的垂直尾翼也只是除掉原本共和航空的標誌，但沒有塗上西北航空標誌性的全紅色。
该航班的副驾驶是来自伊利诺伊州加利纳的 35 岁的大卫·J·多兹。多兹在其职业生涯中累计飞行时间 8,044 小时（其中包括 1,604 小时的 MD-82 飞行时间），并已在该航空公司工作了八年多。除了试用期间的一份培训报告外，与多兹一起飞行的所有航空公司机长都给他打了平均或高于平均水平的分数。最近与多兹一起飞行的其他飞行员后来对他的表现给予了好评。机上还有四名乘务员。:6

## 坠毁
255航班于美国东部时间下午8点45左右从3C跑道起飞。飞机升空后很快就开始滚转。它击中附近的跑道末端灯杆，被整齐的切断了左翼。接着左翼划过地面，出现火花，然后90度翻转，其右翼被Avis汽车租赁公司的屋顶撕裂。这架飞机當場无法控制，到米德尔贝尔特公路摔回地面并继续滑行，撞上机场以北的威克路交叉口附近的一棵树，發生猛烈爆炸，并开始燃烧。

## 伤亡
事故的唯一的幸存者是家住亚利桑那州坦佩的4岁小女孩赛西莉娅。死亡的乘客中包括鳳凰城太阳篮球队的中鋒尼克·瓦诺斯。在地面，米德尔路附近的两个司机被撞死，附近的五人受伤，一人伤势严重。死者被转移到一个作为临时停尸间的飞机库内。机上155名乘客中有22名儿童，均小于20岁；其中最小的是4个月大的凯特琳纳·贝斯特。除赛西莉娅外，其他21名儿童死亡。154人中110人来自亚利桑那，其余的则是来自密歇根，纽约，新泽西，佛罗里达和周围的其他州。

## 事故之後
美國國家運輸安全委員會指出可能原因如下：「美国国家运输安全委员会确定事故的可能原因是组员未使用检查单，以确保襟翼和前缘缝翼设定为起飞。而且飞机起飞预警系统电力缺乏，因此没有警告飞机没有正确配置。有关电力缺乏的原因至今仍无法确定。」座艙通話記錄器就组员未使用检查单的遗漏提供了证据。研究者使用通話記錄器确定，起飞語音警告并没有响。美国国家运输安全委員會不能确定断路器是否跳闸，故意打开，或者没有电流流过该断路器，而该断路器仍然关闭。 其他的MD-80的飞行员报告说在單引擎滑行中加大油門時，就會觸發襟翼警告报警，一些飛行員就会故意拔出P-40断路器，以防止起飛結構警告響起，很多飞行员認為警報器很吵，會弄得心神不寧，而刻意更動斷路器。最後調查結果以機師人為疏忽作為結論。
事故发生3年后，1990年12月3日，就在同一条跑道，發生了1990年韋恩機場跑道對撞事故。兩架同為西北航空的飛機於跑道上相撞，事故造成1482號班機上8人死亡，299號班機则仅有机翼受损。

## 纪念
坠机后，许多人来到凤凰城地区的受害者纪念碑，在市中心的凤凰堂裡仍然有关于飞机坠毁的原因片段。2007年8月16日，飞机坠毁20周年，在底特律坠机现场举行了一个追悼会。罹难人员的亲人第一次回到了坠机现场。
这次事故被加拿大从Cinefix公司拍成空中浩劫第九季第2集“混乱的驾驶舱”。